# Cidade do Leste
Cidade do Leste, oficialmente Municipalidade da Cidade do Leste (em castelhano: Municipalidad de Ciudad del Este; em guarani: Táva Kuarahyresẽme Táva Róga), é uma cidade do Paraguai localizada no extremo leste do país, às margens do Rio Paraná. Capital do departamento do Alto Paraná, está a 327 km de Assunção, conectada pela Rota PY02. A cidade possui ligação direta com o Brasil por meio da Ponte Internacional da Amizade, que cruza o Rio Paraná e a conecta com Foz do Iguaçu, no estado brasileiro do Paraná. Essa integração forma um intenso fluxo comercial e de circulação de pessoas entre os dois países e, junto com Puerto Iguazú, na Argentina, compõe a chamada “Tríplice Fronteira”, uma das áreas mais dinâmicas da América do Sul, com quase um milhão de habitantes e forte conexão econômica e cultural. 
Nas proximidades de Cidade do Leste localiza-se a Usina Hidrelétrica Binacional de Itaipu, uma das maiores do mundo em capacidade de geração de energia. A Itaipu Binacional se destaca pela produção de energia hidrelétrica em larga escala, pelo compromisso com práticas de sustentabilidade e pelo apoio a iniciativas voltadas para outras fontes de energia renovável, buscando consolidar-se como referência na transição para um modelo energético mais limpo e eficiente. Na mesma região encontram-se também as Cataratas do Iguaçu, reconhecidas internacionalmente como uma das grandes maravilhas naturais do planeta.
Devido à sua grande população, seu desenvolvimento econômico, comercial e industrial, e seu papel como centro financeiro da região, é a segunda cidade mais importante do Paraguai, atrás da Gran Asunción. Segundo o censo paraguaio de 2022, possui 325.819 habitantes.[1] Sua área metropolitana, conhecida como Gran Ciudad del Este, inclui as cidades de Hernandarias, Minga Guazú y Presidente Franco, o que eleva a população para mais de meio milhão de habitantes. 
A cidade tem uma população significativa de imigrantes libaneses e árabes (grande parte islâmica) argentinos, brasileiros; e ultimamente tem sido observada a chegada de um grande número de alemães, espanhóis, italianos e grande parte da Europa.
Possui consulados da Argentina, Brasil, Peru, Uruguai, Chile, México, Espanha, França, Alemanha, Itália, Montenegro, Eslováquia, Síria, Turquia e Taiwan .
Cidade do Leste é caracterizada por ser uma cidade comercial e ultimamente industrial, sendo principalmente conhecida por ser uma das maiores zonas de livre comércio do mundo. É a principal cidade do turismo de compras - mais importante do país e da região. Diariamente, muitos turistas de todo o mundo, especialmente brasileiros e argentinos, atravessam a Ponte da Amizade, na fronteira, para comprar em Cidade do Leste.
O Aeroporto Internacional Guaraní, o segundo aeroporto mais importante do país, localizado na cidade vizinha de Minga Guazú, atende a Cidade do Leste. Além disso, a cidade é a casa do Club Atlético 3 de Febrero, contando com o Estádio Antonio Aranda, que foi utilizado para a Copa América de 1999 e é o terceiro maior estádio do futebol paraguaio.

## Etimologia
A cidade foi fundada sob o nome de "Puerto Flor de Lis".  Pouco depois da fundação, o nome foi modificado para "Puerto Presidente Stroessner", em homenagem ao Presidente do Paraguai, Alfredo Stroessner. Após o golpe de estado que depôs o ditador em 3 de fevereiro de 1989, o comando revolucionário utilizou o nome Cidade do Leste. Nos dias posteriores, através de plebiscito, os cidadãos elegeram e confirmaram o nome de Cidade do Leste.
A maioria das cidades paraguaias anteriores ao século XX tem seus nomes originados de fortes da época colonial ou de missões jesuítas, esse último quase sempre em alusão a uma entidade religiosa. Por ter sido fundada já nos anos 50, o nome dessa cidade vai em contrapartida. O termo "Cidade do Leste" se deve à condição de ser a cidade mais oriental do Paraguai (na época de sua fundação).

## História

### Fundação
Após a queda do presidente argentino Juan Domingo Perón (um aliado), na década de 50, o governo paraguaio tomou a decisão de promover a chamada "Marcha para o Leste", buscando chegar ao Oceano Atlântico através do Brasil. O problema principal era que a saída através do Rio da Prata tinha um frete excessivamente caro, que fez com os produtos exportassem pouco ou não fossem competitivos, além de exageradamente caros se comprados do exterior.
A continuação da rota para a margem do Rio Paraná foi de grande importância. À frente das obras, foi nomeado o então capitão Porfirio Pereira Ruiz Díaz, encarregado dos contingentes de várias unidades militares para realizar a tarefa de construir cerca de 200 quilômetros de estrada a partir de Coronel Oviedo. O traçado da rota já havia sido feito, de modo que o trabalho consistia basicamente em ganhar as subidas das montanhas, em condições muito adversas. Era comum aqueles que participavam da construção adoecessem, além de enfrentarem animais selvagens e terem que lidar com chuvas pesadas e frequentes.
O final da estrada seria o local da fundação de uma cidade. Em 1955, a Comissão Mista Paraguaia-Brasileira foi criada para impulsionar a estrada para o leste. E em 1956, foi realizado um voo de reconhecimento no Alto Paraná, para definir o local de fundação da nova cidade. Assim, a cidade foi fundada por decreto em 3 de fevereiro de 1957, sob o nome de "Puerto Flor de Lis".

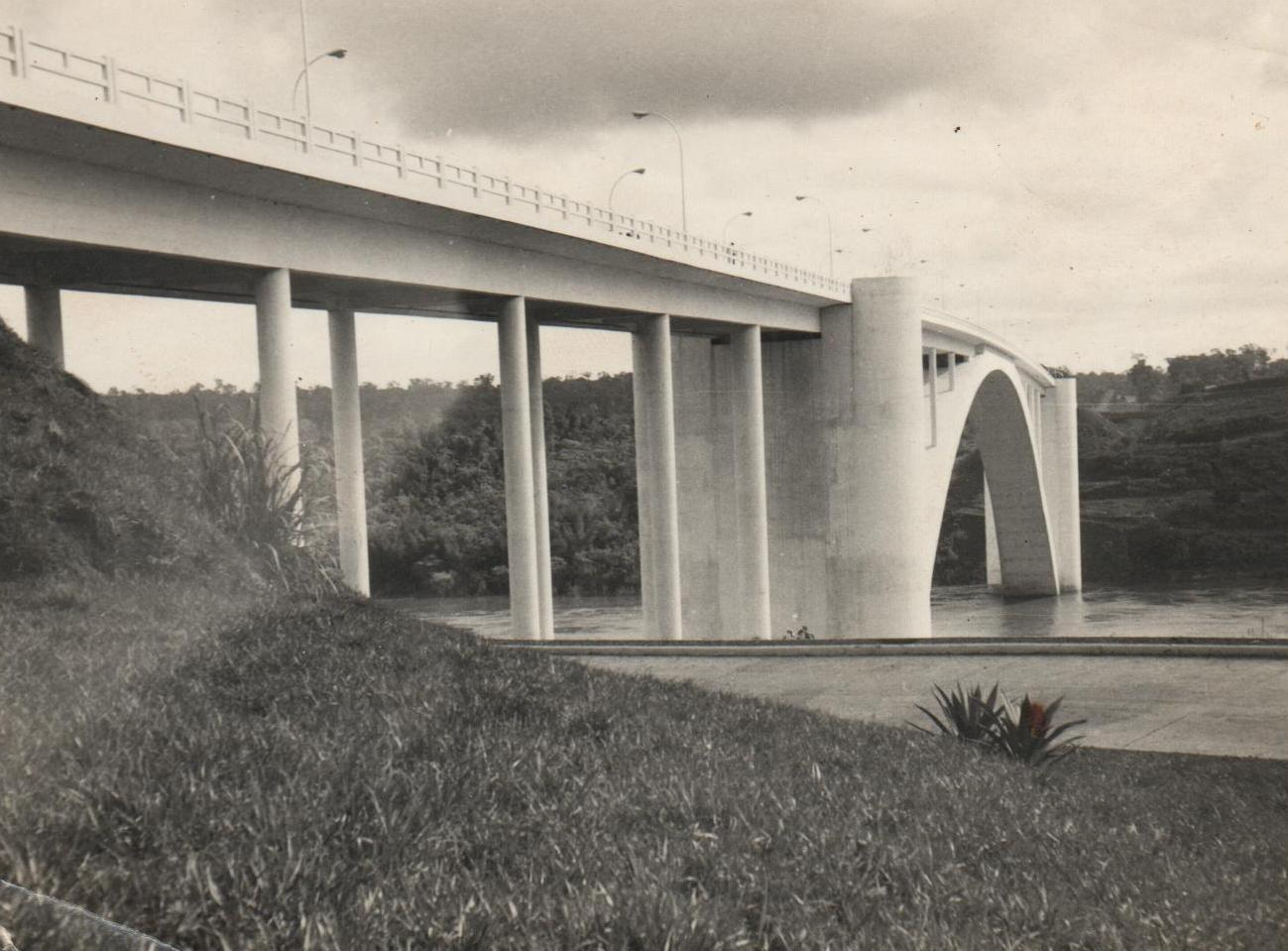
Ponte da Amizade recém inaugurada em 1965

### Construção de Itaipu e Acaray
Devido sua proximidade da fronteira com o Brasil e com a Argentina, sendo respectivamente com os municípios de Foz do Iguaçu e Puerto Iguazu, o crescimento da cidade foi rápido. Nessa época houve um grande aumento populacional, com uma intensa imigração de colonos advindos do Brasil.
A maior alavancada de crescimento econômico, demográfico e político se deu entre os anos 60 e 70 com a construção da Ponte Internacional da Amizade, da Barragem Acaray e da Usina Hidrelétrica de Itaipú, a época a maior do mundo. Nessa época se tornou uma das cidades mais cosmopolitas do mundo; passou possuir imigrantes de diferentes nacionalidades, sendo em maior número os chineses, árabes, indianos e coreanos. Também nessa época se tornou a segunda cidade mais desenvolvida e povoada do país.

## Símbolos

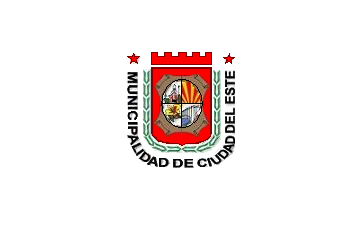
Bandeira da cidade

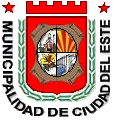
Brasão (escudo) da cidade

A bandeira utiliza um fundo branco com o brasão no centro. As cores predominantes são o vermelho e branco.
O brasão (ou escudo), é muito detalhado. Há um escudo vermelho, sendo que em seu centro há um pergaminho que exibe quatro itens: a figura do sol nascente, cuja gama de cores é vermelha e amarela; a Ponte da Amizade, representada em perspectiva; uma flor de lis; e por fim a imagem do santo padroeiro da cidade, São Brás.
Além dos símbolos oficiais, algumas manifestações artísticas também são reconhecidos como símbolos do município. Talvez a principal delas sejam os grafites no Anfiteatro do Lago, que representam um sol nascente.
Embora os símbolos se mantenham desde a fundação da cidade, já houve discussões sobre mudanças de alguns símbolos de cidades paraguaias, especialmente sobre os que possivelmente fazem referência ao regime militar. Cidade do Leste não foi afetada.

## Geografia

### Clima
De acordo com a classificação climática de Köppen, o clima de Cidade do Leste é o subtropical úmido (Cfa). A temperatura média anual é de 21 °C. As chuvas são bem distribuídas ao longo do ano, sendo uma das cidades mais chuvosas do Paraguai. As temperaturas são quentes a maior parte do ano, e o calor atinge sua maior intensidade durante o verão, que se estende de dezembro a março. Mesmo assim, durante um curto período de tempo entre maio e setembro, as temperaturas costumam cair.
O verão é quente e úmido, com uma média de janeiro (mês mais quente) de 26 °C, enquanto o inverno é temperado e úmido, embora tenha dias quentes. A temperatura média em julho (mês mais frio) é de 16 °C, e geadas leves podem se desenvolver durante o inverno. Dias nublados e chuviscos leves contínuos são mais frequentes no inverno, no quando há chuvas mais volumosas, as precipitações costumam ser isoladas.
Devido à alta umidade do ar ao longo do ano, névoas podem ocorrer em qualquer época, principalmente durante o outono e o inverno.

No inverno de 1982, houve o primeiro registro de queda de neve na cidade, sendo a segunda queda de neve registrada no país. Em Cidade do Leste, é normal ver vórtices descerem sobre o rio Paraná, dando origem a tornados que não descem completamente. Entre novembro e dezembro de 2009, houve vários começos de tornados, embora não oferecerem riscos.
| Dados climatológicos para Ciudad del Este | Dados climatológicos para Ciudad del Este | Dados climatológicos para Ciudad del Este | Dados climatológicos para Ciudad del Este | Dados climatológicos para Ciudad del Este | Dados climatológicos para Ciudad del Este | Dados climatológicos para Ciudad del Este | Dados climatológicos para Ciudad del Este | Dados climatológicos para Ciudad del Este | Dados climatológicos para Ciudad del Este | Dados climatológicos para Ciudad del Este | Dados climatológicos para Ciudad del Este | Dados climatológicos para Ciudad del Este | Dados climatológicos para Ciudad del Este |
| Mês                                       | Jan                                       | Fev                                       | Mar                                       | Abr                                       | Mai                                       | Jun                                       | Jul                                       | Ago                                       | Set                                       | Out                                       | Nov                                       | Dez                                       | Ano                                       |
| ----------------------------------------- | ----------------------------------------- | ----------------------------------------- | ----------------------------------------- | ----------------------------------------- | ----------------------------------------- | ----------------------------------------- | ----------------------------------------- | ----------------------------------------- | ----------------------------------------- | ----------------------------------------- | ----------------------------------------- | ----------------------------------------- | ----------------------------------------- |
| Temperatura máxima média (°C)             | 32                                        | 32                                        | 31                                        | 28                                        | 25                                        | 22                                        | 23                                        | 24                                        | 26                                        | 28                                        | 30                                        | 31                                        | 28                                        |
| Temperatura mínima média (°C)             | 21                                        | 21                                        | 20                                        | 17                                        | 14                                        | 11                                        | 11                                        | 12                                        | 14                                        | 17                                        | 18                                        | 20                                        | 16                                        |
| Precipitação (mm)                         | 185,4                                     | 154,9                                     | 137,2                                     | 139,7                                     | 132,1                                     | 132,1                                     | 91,4                                      | 114,3                                     | 129,5                                     | 175,3                                     | 162,6                                     | 139,7                                     | 1 694,2                                   |
| Fonte: The Weather Channel 30-10-2010     |                                           |                                           |                                           |                                           |                                           |                                           |                                           |                                           |                                           |                                           |                                           |                                           |                                           |

### Hidrografia
A cidade é bem servida de rios e lagos, muitos deles delimitando sua área. A leste, na fronteira com o Brasil, se encontra o Rio Paraná. A norte e sudoeste são encontrados outros dois importante cursos fluviais: o Rio Acaray e o Rio Monday, ambos afluentes do Rio Paraná. O lago formado pela Barragem de Acaray também banha a cidade a norte.

### Localização
Faz fronteira com Minga Guazú a oeste, com Hernandarias ao norte, ao sul com Los Cedrales e Presidente Franco, e a leste com Foz do Iguaçu, Brasil. Faz parte da área conhecida como a Tríplice Fronteira, onde entra em contato com a soberania paraguaia com a do Brasil - em Foz do Iguaçu - e com a soberania da Argentina - em Puerto Iguazú. Está localizado a 13 km. das famosas Cataratas do Iguaçu, uma das maravilhas do mundo. As três cidades são separadas umas das outras pelo Rio Paraná e pelo Rio Iguaçu.

### Topografia
A maior parte do território paraguaio é formado de planícies, exceto a parte oriental. Cidade do Leste é bem acidentada, o que traz problemas, especialmente para o centro da cidade, que é extremamente denso.

### Vegetação
É chamado de "Cidade Jardim" por causa da vegetação da área urbana, embora o crescimento da cidade tenha diminuído suas áreas verdes. Localiza-se dentro da "Floresta Atlântica do Alto Paraná", a ecorregião mais biodiversa do Paraguai e da região, caracterizada por densas florestas e alta umidade por ano. Devido ao desenvolvimento da cidade, muitas dessas árvores foram desmatadas.

## Demografia
Cidade do Leste é a cidade mais populosa do país depois de Assunção, com uma população de 304.282 habitantes, segundo estimativas da DGEEC para 2020. Representa 36,6% da população do Departamento (830.943) e 4,2% da população nacional (7.252.672). É a cidade que mais apresenta crescimento populacional no Departamento de Alto Paraná, e a segundo no país. O boom demográfico ocorreu na década de 1970 com a chegada massiva de imigrantes de várias partes do país e do mundo. Destacam-se as comunidades sírio-libanesa, chinesa, coreana, japonesa e brasileira. Sendo totalmente urbana, possuí uma densidade populacional de 2.926 hab./km².

### Evolução demográfica
O crescimento rápido e expressivo da população da cidade em pouco mais de 60 anos se deve principalmente a dois fatores: as construções, das usinas de Acaray e Itaipu e da Ponte Internacional da Amizade e a imigração.
| Evolução demográfica de Cidade do Leste (1972-2020) |
| --------------------------------------------------- |
|                                                     |
| Fonte: Censo da DGEEC.                              |

### Faixa etária
A maior parte da população do município está na faixa dos 15 aos 29 anos, tendo uma minoria de idosos. Os homens representam 50,5% da população total e as mulheres 49,5%. 
| Faixa Etária | Homens  | Mulheres | Total   |
| ------------ | ------- | -------- | ------- |
| 0-4          | 15.448  | 14.939   | 30.388  |
| 5-14         | 30.948  | 29.881   | 60.829  |
| 15-29        | 43.251  | 40.978   | 84.229  |
| 30-44        | 31.166  | 33.008   | 64.174  |
| 45-64        | 25.156  | 24.874   | 50.030  |
| 65-79        | 6.694   | 5.903    | 12.597  |
| +80          | 1.004   | 1.031    | 2.035   |
| Total        | 153.671 | 150.611  | 304.282 |

### Idiomas
Como no resto do país, a maioria da população é fluente em espanhol e guarani, porém por ser uma cidade de fronteira com o Brasil e abrigar uma notável comunidade brasileira, o português é falado por milhares de pessoas na cidade, e é amplamente utilizado no setor comercial e agrícola. Graças à forte presença de imigrantes asiáticos e do Oriente Médio, idiomas como árabe, chinês e coreano são de uso comum no centro da cidade, tanto em conversas quanto em pôsteres.

### Religião

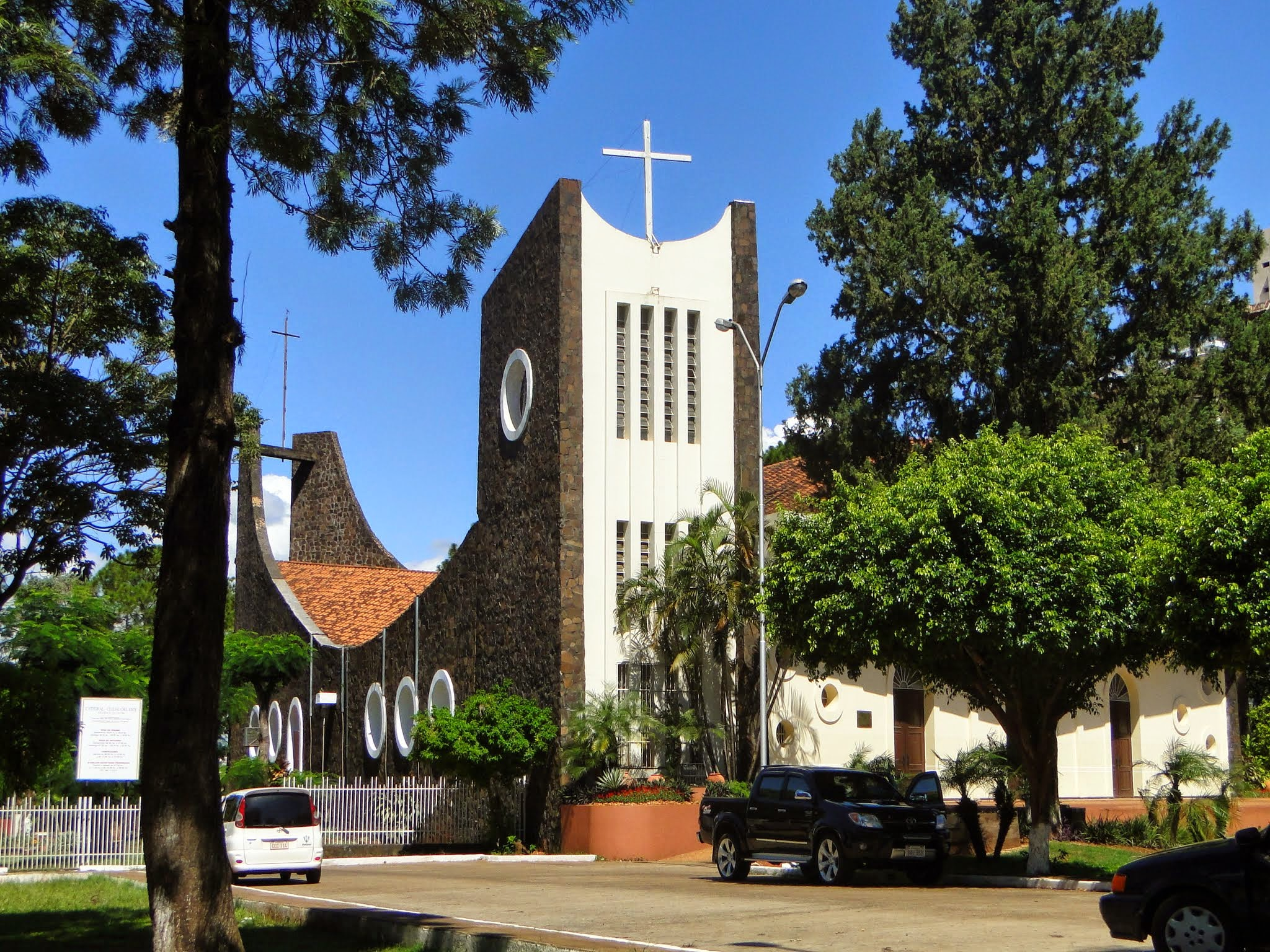
Catedral San Blas

A maioria da população da cidade é cristã, essencialmente católica, seguida por outros ramos cristãos, como o protestantismo. Por conta de imigrantes, a cidade tem uma importante presença islâmica com templos dedicados a essa religião. Ainda existem alguns adeptos ao Budismo, sendo que em 2019 foi inaugurado um templo budista na cidade.
A Catedral de San Blas, inaugurada em 25 de julho de 1966, foi projetada pelo arquiteto boliviano Javier Querejazu com a intenção de ter uma forma semelhante à da Arca de Noé. O templo se assemelha à forma de um navio, construído em 1964 com esculturas em pedra, focado no estilo europeu. A Festa do Santo Padroeiro é realizada todo dia 3 de fevereiro, junto do aniversário da cidade e a derrubada de Stroessner.
O outro templo é a Mesquita Al-Khaulafa Al-Rashdeen, também conhecida como Mesquita Oriental, localizada nos arredores do shopping center Cidade do Leste, no Centro. É uma estrutura imponente com uma cúpula  que lhe dá um toque diferente entre os edifícios existentes na cidade. Do terraço, é possível avistar a cidade brasileira de Foz do Iguaçu, pois está localizada a poucos metros do rio Paraná.

## Governo
O governo municipal é exercido pela Administração Municipal juntamento com a Junta Municipal, como consta no artigo 20° da Lei Orgânica Municipal (LOM). A Administração Municipal é composta pelo intendente e as outras dependências administrativas do município e exerce poder como um órgão Executivo. O intendente é o administrador geral do município, eleito diretamente pelos cidadãos para o cargo por um período de 5 anos. A Junta Municipal é composta de vereadores que ficam no cargo por 5 anos, e podem ser reeleitos. Exerce poder como um órgão Deliberativo e Legislativo.
Os regulamentos, que são equivalentes a decreto e lei, podem sair tanto da Administração quando da Junta. Todos, exceto em algumas circunstâncias, passam por votação na Junta e se aprovados, são levados a Administração, que deve executá-lo.

### Relações exteriores

#### Consulados
Por estar estrategicamente localizada na região de fronteira entre três países, a Cidade do Leste possuí 3 Consulados-gerais, 8 Consulados e 1 Vice-consulado.
- Alemanha (Consulado)
- Montenegro (Consulado)
- Argentina (Consulado-geral)
- México (Consulado)
- Brasil (Consulado-geral)
- Eslováquia (Consulado)
- Espanha (Vice-consulado)
- França (Consulado)
- Itália (Consulado)
- Peru (Consulado)
- Síria (Consulado)
- Taiwan (Consulado-geral)
- Turquia (Consulado)
- Uruguai (Consulado)

#### Cidades-Irmãs
Cidade do Leste possuí quatro cidades-irmãs.
- Foz do Iguaçu, Brasil
- Puerto Iguazú, Argentina
- Río Cuarto, Argentina
- Taipei, Taiwan

## Economia

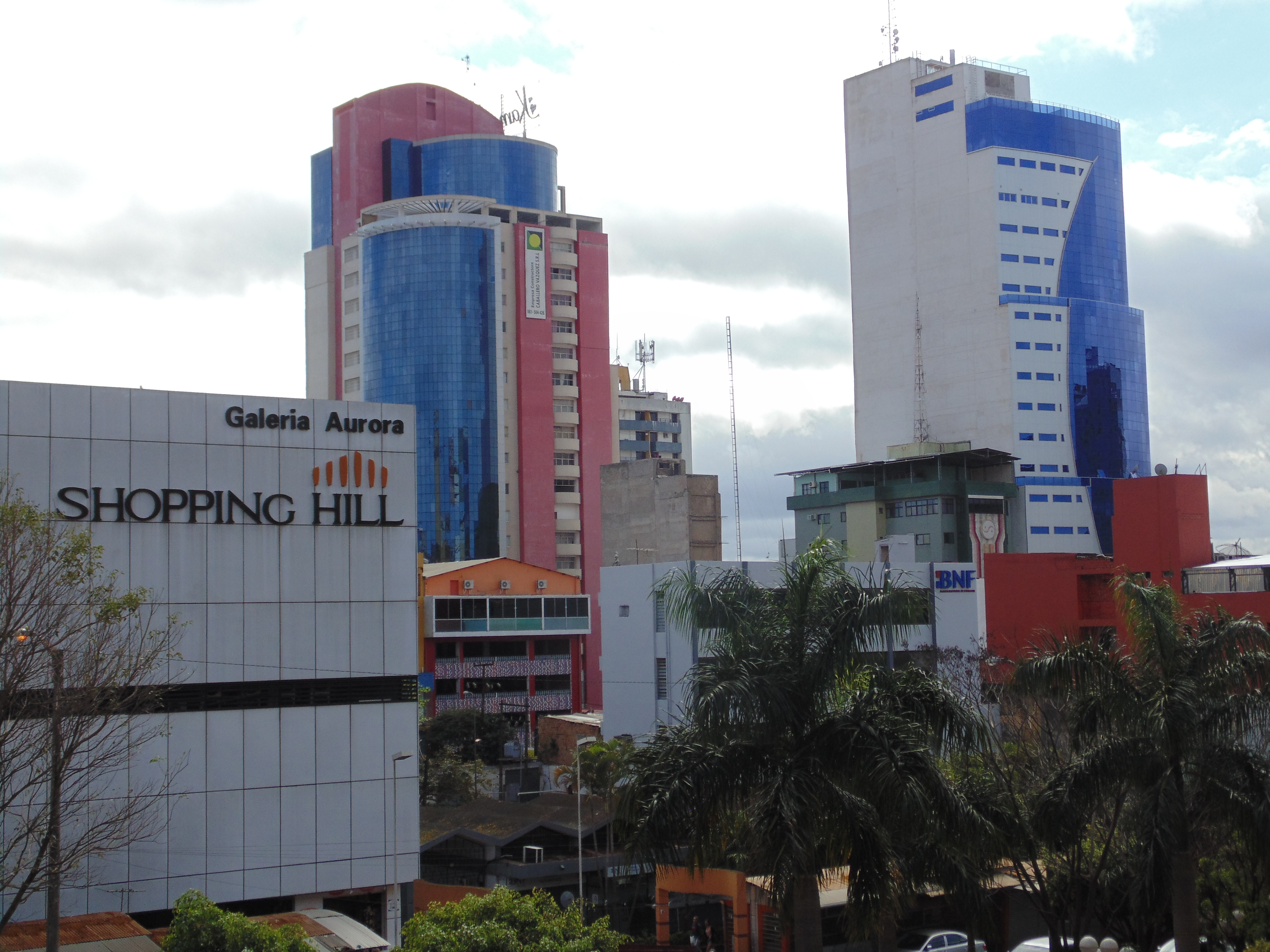
Centro financeiro da cidade.

É a segunda cidade mais importante do país, depois de Assunção. Boa parte da economia da cidade depende do comércio com o Brasil, com a Ponte Internacional da Amizade sendo fundamental nesse processo. Embora Cidade do Leste não tenha áreas rurais, ela surge como um núcleo regional de outros centros urbanos adjacentes, sendo os principais: Hernandarias, Presidente Franco e Minga Guazú.

O setor comercial é amplo e diverso, com mais de 800 lojas. Os principais produtos comercializados são frutas, legumes, roupas e acessórios. Além disso, o comércio mais importante com os países vizinhos é o de eletrônicos, roupas, tecidos e calçados, que fizeram de Cidade do Leste a terceira zona franca mais importante do mundo.

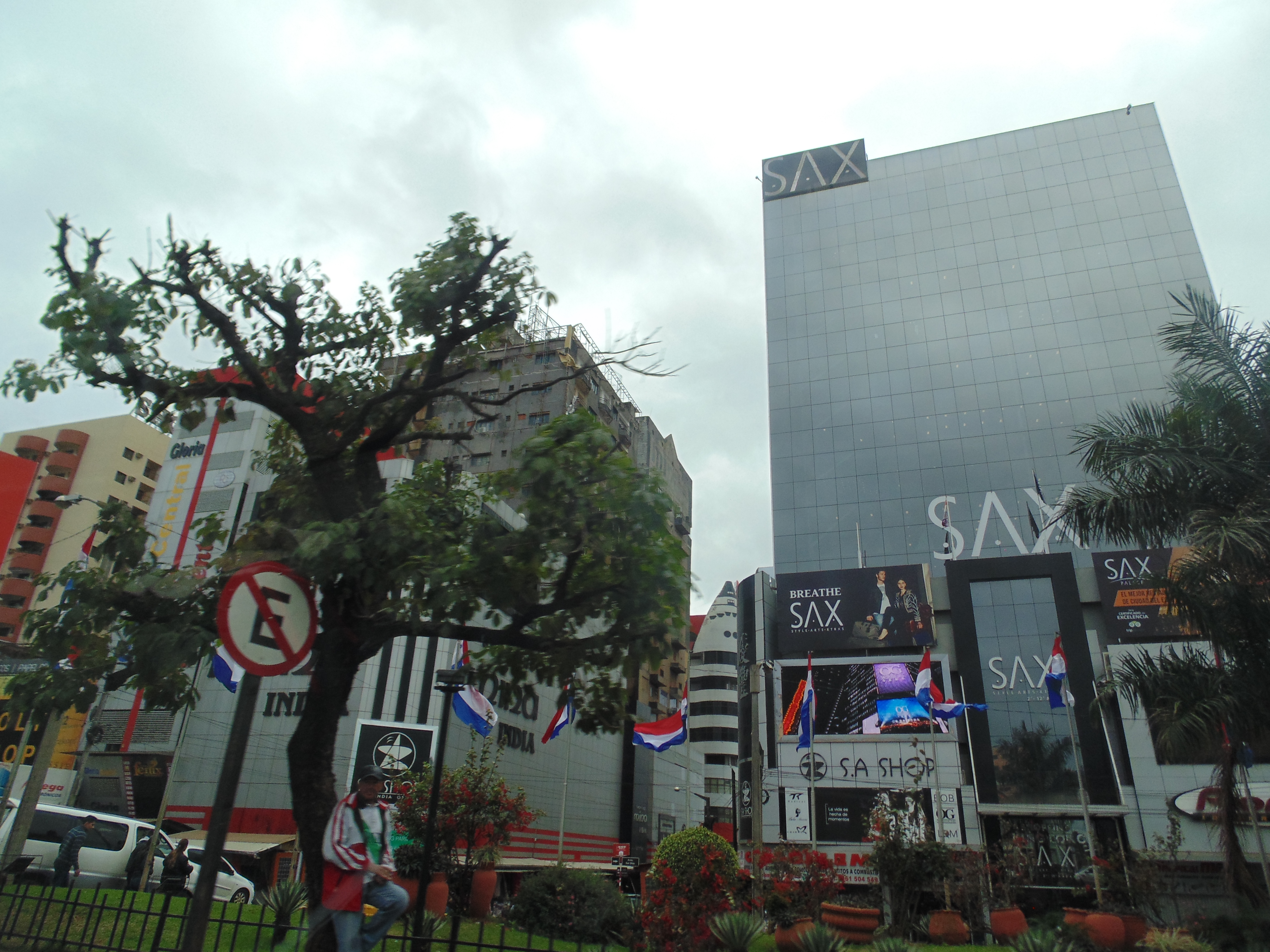
Edifícios na Avenida San Blas.

A cidade é responsável por 10% do produto interno bruto paraguaio, que é de aproximadamente US$ 4 bilhões. Seus clientes são, na maioria, brasileiros, paraguaios e coreanos atraídos pelos baixos preços dos produtos ali vendidos. Além disso, a cidade tem é a sede de toda a operação paraguaia da Usina de Itaipu, juntamente com Foz do Iguaçu, no Brasil. A venda de eletricidade da usina hidrelétrica de Itaipu para o Brasil gera mais de US$ 300 milhões de renda anual para o país.

Câmara de Comércio e Serviços
A Câmara de Comércio e Serviços de Cidade do Leste, fundada em 1972, foi inicialmente uma entidade encarregada de reivindicar e administrar reivindicações perante autoridades locais e nacionais que beneficiam todos os setores da comunidade de Esteña. Conta com sede própria na Rua Florentín Oviedo, 777, no bairro Boquerón. Este local é um espaço para treinamentos, eventos culturais e educacionais, rodadas de negócios e outros eventos, com o objetivo de manter uma forte presença na comunidade empresarial local e com aspirações de expansão internacional. Mantém estreita relação e confraternização com a Câmara Latina de Comércio dos Estados Unidos (CAMACOL).[1]
World Trade Center Cidade do Leste

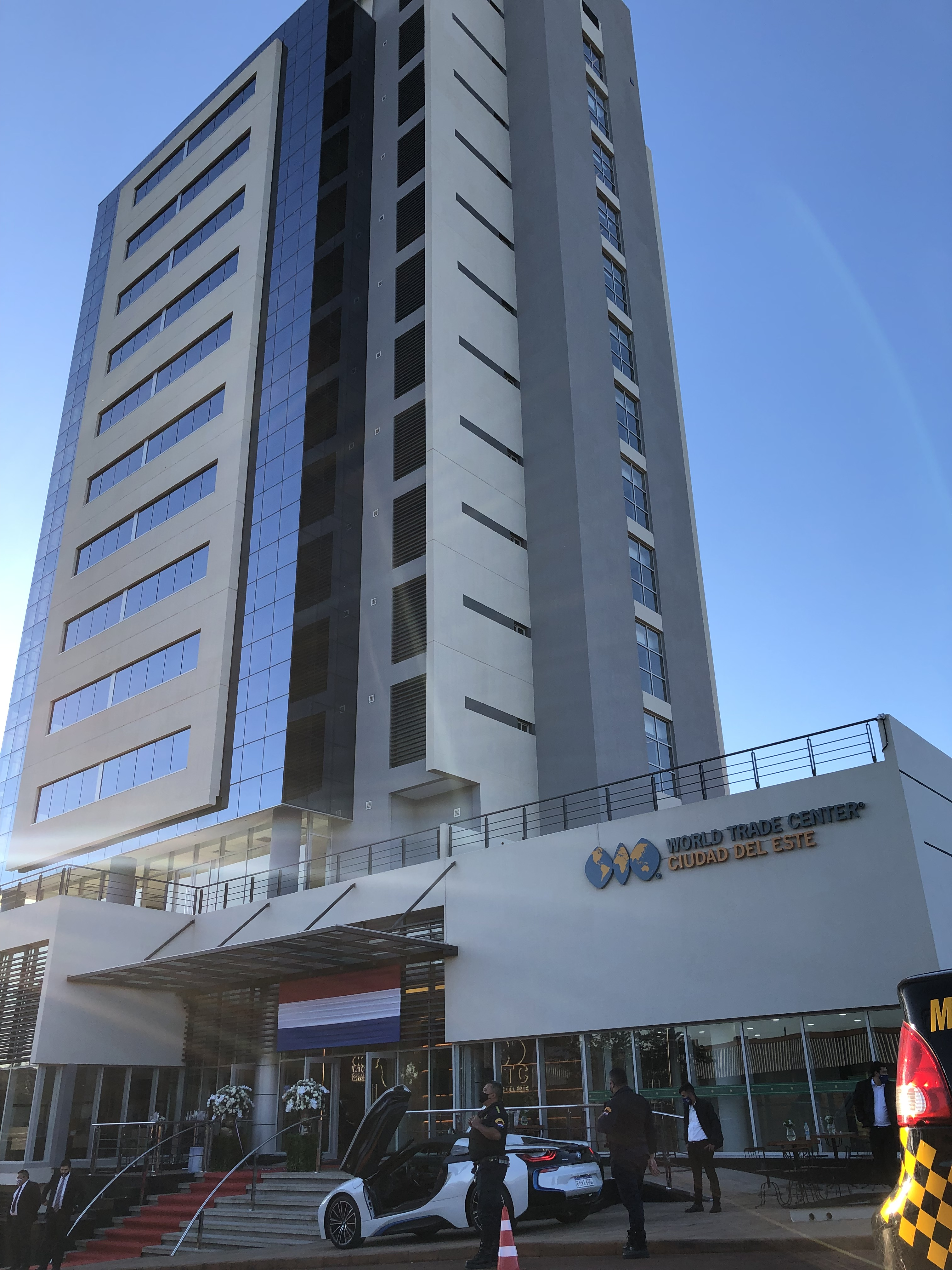
Primeira Torre do WTC Cidade do Leste

É uma marca global que surgiu das mãos da Capitalis S.A. Este complexo foi projetado para criar sinergia entre as empresas e negócios dentro dele e oferece oportunidades altamente desejáveis no setor imobiliário. A construção do World Trade Center CDE, em fase de conclusão da primeira fase, busca potencializar o comércio paraguaio por meio de sua plataforma global.[44] Atualmente, o Paraguai possui três licenças para instalação da marca World Trade Center em Assunção (ASU), Cidade do Leste (CDE) e Encarnación (ENC). Estima-se que após a conclusão das obras do World Trade Center Cidade do Leste (WTC CDE), um novo eixo corporativo será criado no local, como ocorreu em Assunção, e posteriormente, Encarnación faria parte da próxima etapa.O World Trade Center Cidade do Leste (WTC CDE) contará com 2 (duas) torres de edifícios com 4 escritórios independentes em cada andar, de 120 metros quadrados cada, 54 vagas de garagem subterrâneas e térreo com vagas adicionais na área de estacionamento do complexo, com a finalidade de distribuir as duas torres, ao lado de ambas as torres o maior showroom da região da BMW a cargo do representante da marca Perfecta Automotores S.A, um edifício hoteleiro de classe mundial, edifício de estacionamento e a área destinada às maiores empresas, com seus edifícios e sedes.[1] Está localizado no quilômetro 4 da Rodovia PY07 (antiga Supervia) no sentido Itaipú Binacional, a poucos metros do Paraná Country Club.

### Turismo
A cidade possui uma ampla infraestrutura hoteleira de primeira classe, modernos centros comerciais, estabelecimentos gastronômicos, um cassino e turismo noturna. Embora o turismo de compras seja o que mais caracteriza Cidade do Leste, na região metropolitana existem inúmeras atrações turísticas de vários tipos que compõem a mais impressionante carta de introdução ao núcleo central da região, incluindo a conhecida fronteira tríplice para a qual convergem. Paraguai, Brasil e Argentina. A seguir são listados os principais pontos turísticos da cidade:
- Lago da República: localizado próximo ao centro da cidade, é um lago cercado por vegetação que é abastecido pelas águas do córrego Amambay e possui um espaço de lazer equipado com um anfiteatro ao ar livre que oferece à comunidade um local público para desfrutar de eventos artísticos e culturais. Nos arredores também existem passeios, ciclovias, locais de descanso, playgrounds e academias.[19]
- Museu El Mensú: antiga sede da comissão administrativa e da administração municipal, é o primeiro edifício instalado desde a fundação da cidade. Em 1999 , tornou-se o Museu de História El Mensu, oficialmente inaugurada a 3 de fevereiro de 2000. Obras de coleção e objetos de valor histórico utilizados durante os primeiros anos da cidade são exibidos no recinto, sejam equipamentos, ferramentas e fotografias antigas.[20]
- Museu do Planeta 3D: é um espaço localizado dentro do Shopping Paris. São pinturas em 3D pintadas à mão por artistas internacionais, entre as quais se destacam a Grande Muralha da China, as Cataratas do Iguaçu, o Coliseu Romano, Veneza e o espaço sideral. Também possui um labirinto de espelhos entre as muitas atrações expostas em salas divididas em cinco áreas diferentes. O shopping também tem um parque de neve.[21]

## Infraestrutura

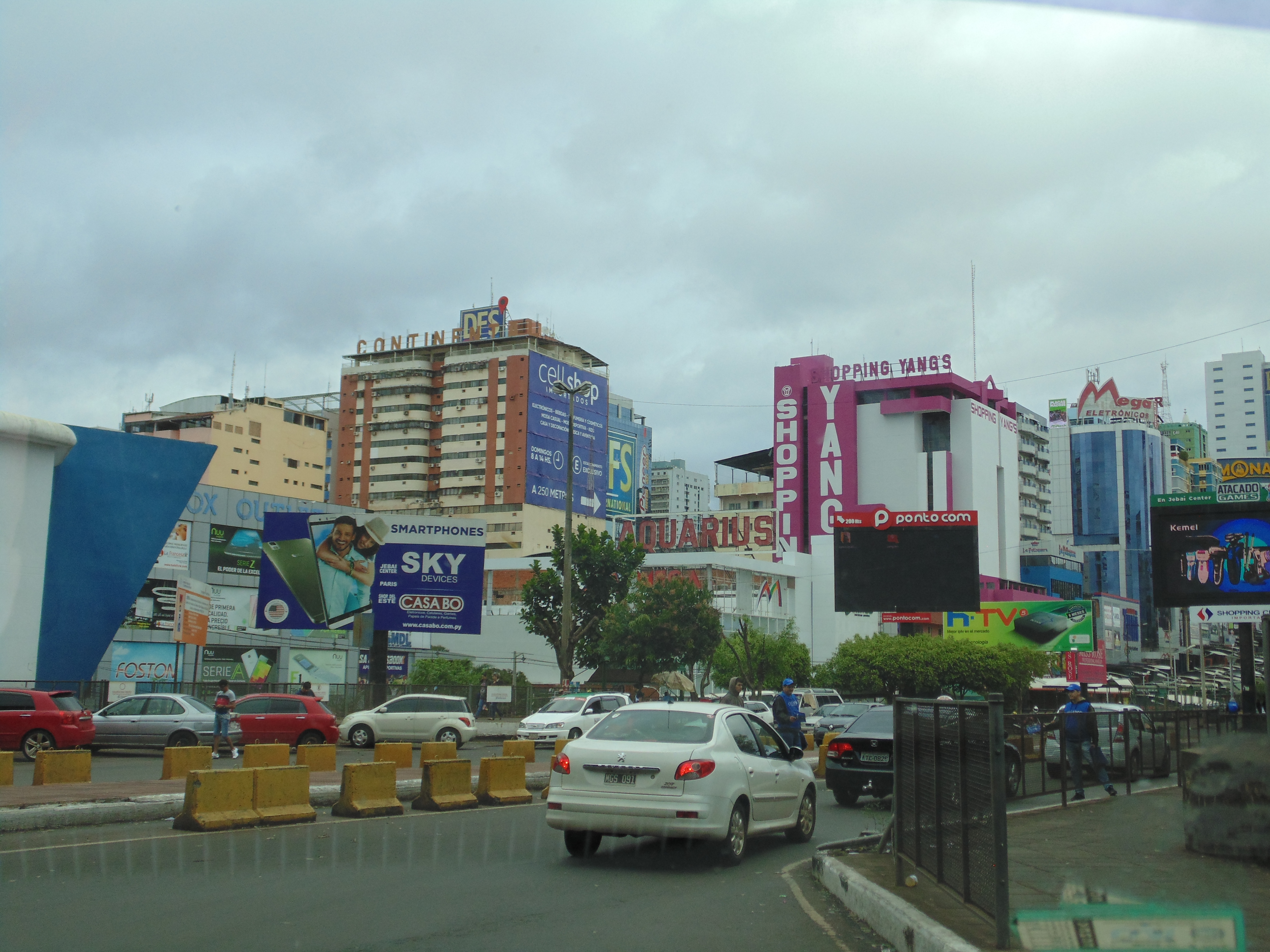
Cidade do Leste vista da Ponte da Amizade.

Cidade do Leste é uma cidade planejada. No projeto inicial estavam incluso um aeroporto, zonas residenciais e um lago artificial, porém o crescimento da cidade foi tão rápido que superou a velocidade de execução do projeto. O aeroporto hoje é uma penitenciária, e a suas proximidades são encontrados espaços para o lazer. Apesar dos problemas, que geram muitos transtornos para a população, Cidade do Leste ainda tem um nível de organização urbana, com um centro e bairros ao redor.

### Educação
A cidade reúne várias universidades, atraindo estudantes advindos de outros municípios.
- Universidade Autônoma da Encarnação (UNAE)
- Universidade do Norte (UNINORTE)
- Universidade Nacional do Leste (UNE)
- Universidade Americana (UNAM)
- Universidade de Integração das Américas (UNIDO)
- Universidade Politécnica e Artística do Paraguai (UPAP)
- Universidade Tecnológica Intercontinental (UTIC)
- Universidade Autônoma do Sul (UNASUL)
- Universidade Privada do Leste (UPE)
- Universidade de San Carlos (USAC)
- Universidade Internacional Tres Fronteiras (UNINTER)
- Universidade San Lorenzo (UNISAL)
- Universidade Central do Paraguai (UCP)
- Universidade Maria Serrana (UMAS)

### Transporte

Principais vias de Cidade do Leste.

O município de Cidade do Leste é servido pelas seguintes rodovias:
- Ruta 02, que liga a Ponte da Amizade (BR-277 - estado do Paraná) à capital do país Assunção.
- Supercarretera Itaipu que liga o município à Ruta 7 no Departamento de Canindeyú. Com o nome de Avenida Mariscal Lopez, dá acesso a cidade de Presidente Franco [24][25][26]

A cidade tem um terminal de ônibus que é responsável por receber e interligar ônibus distância média e longa da capital, cidades internas e bem como cidades no exterior, como as capitais da Argentina (Buenos Aires), Paraná (Curitiba), São Paulo e outras.
Cidade do Leste não possui aeroporto, sendo servida pelo Aeroporto Internacional Guaraní, localizado no município vizinho de Minga Guazú. É a principal via aérea de comunicação e o segundo aeroporto mais importante do país, depois do Aeroporto Silvio Pettirossi, está a 20 minutos do centro da cidade. O aeroporto oferece voos diários para Assunção.
Ao longo da Ruta 02 são encontradas marginais, sendo ao norte a Avenida San Blas, e a sul a Avenida Monseñor Rodríguez. O acesso a Presidente Franco se dá, além da Supercarretera Itaipu, através de avenidas que saem da marginal sul.

## Cultura

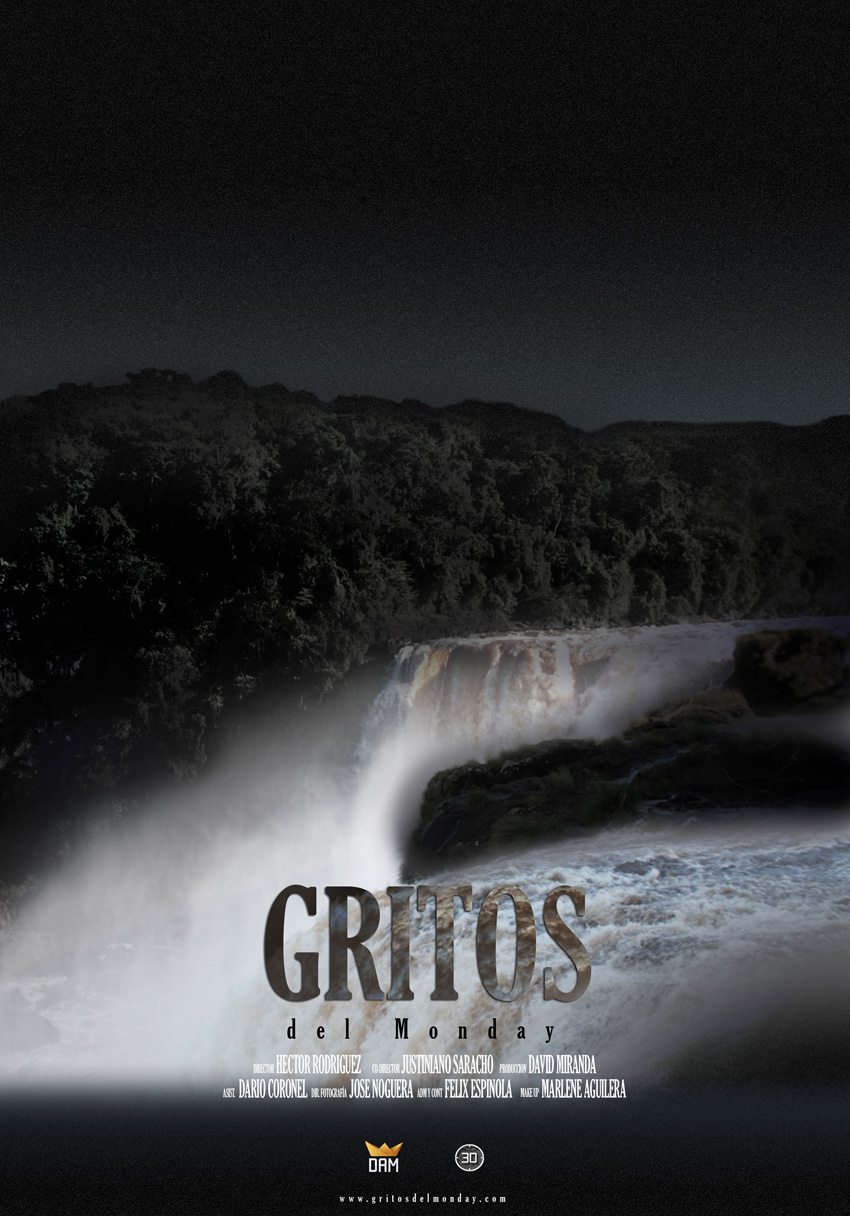
Gritos del Monday, mais importante filme do terror paraguaio.

O órgão responsável pela cultura municipal é o Departamento de Cultura, que está incluso na Administração Municipal.

### Cinema
Por conta de suas paisagens naturais, Cidade do Leste já foi cenário de vários títulos. Toma-se por exemplo Miami Vice, de 2006, com cenas gravadas em Shoppings e nas ruas da cidade. O filme First Mission, de 2009 também usou a cidade como cenário para suas gravações. Em 2013, o mais importante filme de terror do Paraguai, Gritos del Monday, foi gravado em Cidade do Leste e Presidente Franco.

### Esporte
O esporte mais popular da cidade é o futebol. Na cidade se encontra o Estádio Antonio Oddone Sarubbi, sede da Copa América de 1999. O rugby também é popular na cidade.O basquete e natação são populares menor grau. Cidade do Leste possui várias equipes profissionais, com dois clubes que chegaram à Primeira Divisão.
O Club Atlético 3 de Febrero, conhecido como o Paranaense Vermelho, que está na Primeira Divisão do Paraguai, e manda seus jogos no Estadio Antonio Aranda. O Club Social y Desportivo R.I 3 Corrales participa da Segunda Divisão do Paraguai e manda seus jogos no Estádio R.I 3 Corrales.

### Mídia
A cidade possuí 25 emissoras de rádio e 4 de televisão:

#### Rádio
- Rádio Parque AM
- Rádio Itapirú AM
- Rádio La Voz AM
- Rádio Cielo Digital FM
- Rádio Concerto FM
- Rádio Corpus FM
- Rádio Piro'y FM
- Rádio Mundial FM
- Rádio Universo FM
- Rádio Activa FM
- Rádio Del Este FM
- Rádio Itapirú FM
- Rádio Teko Porã FM
- Rádio Suceso FM
- Rádio Transcontinental FM
- Rádio Paraná FM
- Rádio Educación FM
- Rádio El Verbo FM
- Rádio Parque FM
- Rádio Magnifica FM
- Rádio Integración FM
- Rádio Estación 40 FM
- Rádio Positiva FM
- Rádio La Nueva FM
- Rádio Tierra FM

#### Televisão
- Teledifusora del Este
- Paraguay TV
- Tres Fronteiras Televisión
- Somos del Este